# كاميران خيري سعيد
الأمير كاميران خيري سعيد بك وهو محامٍ سياسي عراقي يزيدي.
شغل منصب عضو في الجمعية الوطنية الانتقالية المؤقتة عامي 2004 و2005، وكان عضوا في لجنة متابعة شؤون الانتخابات في الجمعية.